# Babeș–Bolyai Tudományegyetem, Történelem és Filozófia Kar

A Babeș–Bolyai Tudományegyetem Történelem és Filozófia Kara
Oktatási nyelv: román, magyar.

## A kar története
A Babeș–Bolyai Tudományegyetem Történelem és Filozófia Kara az 1872-ben létrejött Kolozsvári Tudományegyetem (később Ferenc József Tudományegyetem)  hagyományait követi. 1959 óta viseli a Történelem és Filozófia Kar nevet. A karon belül két fő szakosodási irány van: történelem és filozófia. A kommunista időszakban a karon megszűnt a magyar nyelvű oktatás, de 1990 után újra magyar nyelven lehetett történelmet és filozófiát tanulni a Babeș-Bolyai Tudományegyetemen. A kar fennállásának a folyamán sok, erdélyi és világviszonylatban kiemelkedő tanárral büszkélkedhetett: Bodor András, Benkő Samu, Csetri Elek, Imreh István, Jakó Zsigmond Pál, Tonk Sándor, stb.

## Az kar híres magyar tanárai (1945 után)
- Bodor András (történész)
- Benkő Samu
- Csetri Elek történész
- Imreh István (történész)
- Jakó Zsigmond Pál
- Tonk Sándor történész

## A történelem szakirány hivatása
A történelem szakirány magyar nyelvű vonala 1990 után újraindult és rendkívüli fejlődésnek lett tanúja. A kezdetekkor szinte kizárólag történelemtanárok és történészek képzése volt a szak hivatása, azonban idővel több szakosodás jött létre a történelem mellett: művészettörténet, régészet, levéltár szak, könyvtár szak és nemzetközi kapcsolatok szak. 2005-ig a történelem volt az alapképzéses hallgatók főszaka és mellékszakként választhatták a művészettörténetet, régészetet, levéltár szakot, könyvtár szakot vagy a nemzetközi kapcsolatokat. Az alapképzés 4 éves volt, a mesterképzés 1 éves. 2005-től az alapképzés 3 éves lett, a mesterképzés 2 éves és megszűnt a kettős szakosodás lehetősége.

## A történelem szak magyar tanárai
- Ókor Története Tanszék:[1]

Dr. Bajusz István adjunktus
Dr. Molnár Kovács Zsolt adjunktus
- Középkor Története Tanszék:[2]

Dr. Rüsz-Fogarasi Enikő docens, dékánhelyettes
Dr. Vekov Károly docens
Dr. Sipos Gábor docens
Dr. Gurka-Balla Ilona tanársegéd
Dr. Lupescu Mária tanársegéd
- Újkor Története Tanszék:[3]

Dr. Pál Judit docens
Dr. Nagy Róbert tanársegéd
- Jelenkor Története és Nemzetközi Kapcsolatok Tanszék:[4]

Dr. Csucsuja István egyetemi tanár
Dr. Lönhárt Tamás adjunktus
Dr. Toth Szilárd adjunktus
Dr. Hunyadi Attila adjunktus
- Művészettörténet Tanszék:[5]

Dr. Kovács András egyetemi tanár

## Lásd még
- Babeș–Bolyai Tudományegyetem

## Külső hivatkozás
- Archiválva 2019. december 18-i dátummal a Wayback Machine-ben